# علم العقاقير

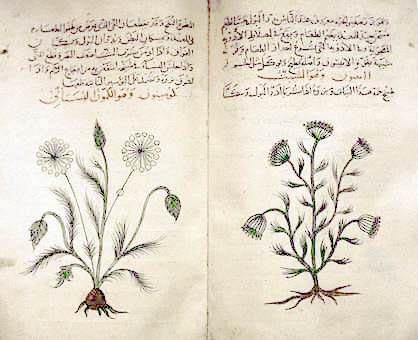
ديسقوريدس "المواد الطبية، ج. 1334 نسخة باللغة العربية، ويصف الميزات الطبية من النباتات المختلفة.

علم العقاقير (بالإنجليزية: pharmacognosy)‏ أو معرفة العقاقير هو العلم الذي يهتم بدراسة الادوية الطبية (العقاقير) المشتقة من النباتات والمصادر الطبيعية ضمن العقاقير أي النباتات الطبية، وغالبا ما يتعامل مع هذه المنتجات بشكلها الأساسي غير المستخلص في الأجزاء النباتية (ضمن الأوراق أو الأغصان أو الجذور)
المجتمع الأمريكي لعلم العقاقير يعرف علم العقاقير على انه «العلم الذي يهتم بدراسة الخصائص الفيزيائية والكيميائية والحيوية (البيولوجية) للأدوية والمواد والمكونات التي تدخل في صناعه الأدوية ذات المنشأ الطبيعي بالإضافة إلى عمليات البحث والتفتيش عن ادوية جديده من المصادر الطبيعية والنباتات»
كما أنه يعرف بالعلم الذي يهتم بدراسة الأدوية الخام.

## مقدمة
مصطلح علم العقاقير (pharmacognosy) مشتق من الاسم اللاتيني ذو المقطعين: (φάρμακον) بمعنى الدواء pharmakon وγνῶσις gnosis بمعنى علم أو معرفة (knowledge), الكلمة مترجمة حرفيا منφάρμακον γνῶσιςوالتي تعني «قاعدة المعرفة للأدوية الخام» 
الطبيب النمساوي شميت كان أول من استخدم مصطلح علم العقاقير في عام 1811م و1815م في عمل كان تحت عنوان AnalectaPharmacognostica.
في الاصل__في أثناء القرن التاسع عشر وبدايه القرن العشرين__ علم العقاقير كان يستعمل لتعريف تفرع الدواء أو علم المواد الخام، والتي تتعامل مع الدواء بشكله الخام أو الشكل الغير محضر (الطبيعي) منه.(Warenkunde بالالماني)
الادوية الخام هي المادة المجففة الغير محضره (الطبيعية) المستخلصة من النباتات أو الحيوانات أو المعادن (ماده غير عضويه) التي تستعمل للدواء. تطورت دراسه هذه المواد تحت مسمى «علم العقاقير» لأول مره في المناطق الناطقة باللغة الألمانية من أوروبا، بينما المناطق ذات اللغات الأخرى كانت تستعمل المصطلح القديم materiamedica «المواد الطبية» المأخوذ من أعمال جالينوسوديسقوريدس (باحثين طبين), بالإضافة إلى المصطلح الألماني «علم الادوية الخام» "drogenkunde" الذي كان يستعمل كمرادف اضافي نفس الوقت.
مع مرور الوقت وفي مطلع القرن العشرين تطور موضوع علم العقاقير بشكل أساسي من الجانب النباتي العلمي. كونه متعلق بشكل خاص في وصف وتحديد العقار على حالتيه الطبيعية (على شكل الجذور أو الأورق أو الثمار) والمسحوق.مثل هذه الفروع من العقاقير لا تزال ذات أهمية أساسية، ولا سيما لتحديد دستور الدواء وأغراض مراقبة الجودة ولكن التطور السريع في المناطق والمجالات الأخرى عملت على توسيع الموضوع.
على الرغم من أن معظم الدراسات العقارية تركز على النباتات الصيدلانية والأدوية المستمدة من النباتات. وأيضا أنواع أخرى من الكائنات الحية ولا سيما أنواع مختلفة من الميكروبات (بكتيريا، الفطريات.. الخ)ومؤخرا دخلت العديد من الكائنات البحرية من ضمن الاهتمام.
بالإضافة إلى التعاريف السابقة المجتمع الأمريكي لعلم العقاقير عرف علم العقاقير أيضا "على أنه العلم الذي يهتم بدراسه جزيئات المنتجات الطبيعية بشكل خاص (المركبات الثانوية) التي هي مفيدة لاستعمالها في الطب، البيئية، التذوق، أو الخصائص العملية الأخرى. وهناك تعاريف أخرى أكثر شمولا، بالاعتماد على مجموعة واسعة من الموضوعات الحيوية بما في ذلك علم النبات، علم النبات الطبية وعلم الإنسان الطبية، وعلم الأحياء البحرية، وعلم الأحياء المجهرية طب الأعشاب، والكيمياء التكنولوجيا الحيوية وكيمياء العقاقير وعلم الأدوية، الصيدلانيات، الصيدلة السريرية والممارسات الصيدلية. 
- علم النباتات الطبية الطبي: والعلم الذي يدرس الاستعمالات التقليدية للنباتات لاغراض العلاج والطب.
- Ethnopharmacology : دراسة الصفات الدوائية للمواد الطبية التقليدية.
- دراسة العلاج بالنباتات (الاستخدام الطبي للمواد المستخلصة من النبات)؛
- كيمياء العقاقير: دراسة المواد الكيميائية المشتقة من النباتات (بما في ذلك تحديد الادوية الجديدة المرشحة للاستخدام المستمدة من المصادر النباتية).
- zoopharmacognosy : العملية التي يتم من خلالها المعالجة الذاتية للحيوانات، عن طريق اختيار واستعمال النباتات، التربة، والحشرات لغرض العلاج والوقاية من الامراض.
- العقاقير البحرية، ودراسة المواد الكيميائية المشتقة من الكائنات البحرية.

في المؤتمر التاسع للجمعية الإيطالية للعقارات ذكر أن العودة الحالية للتداوي بالأعشاب كان ينعكس بشكل واضح في زيادة تسويق هذه المنتجات. في عام 1998 أحدث الأرقام المتاحة لأوروبا، بلغ إجمالي مبيعات الأدوية اللاوصفية من المنتجات الطبية العشبية 6 مليارات دولار، مع الاستهلاك بالنسبة لألمانيا من 2.5 مليار دولار وفرنسا 1.6 مليار دولار وإيطاليا 600 مليون دولار. في الولايات المتحدة، حيث استخدام المنتجات العشبية لم تكن منتشرة كما هو الحال في قارة أوروبا وصلت مبيعات السوق لجميع الأعشاب ذروتها في عام 1998 حوالي 700 مليار دولار. ورحب هذا التدقيق العلمي للطبيعة.ولا تزال المملكة النباتية تحمل الكثير من أنواع النباتات التي تحتوي على مواد ذات قيمة دوائية والتي لم يتم اكتشافها ويتم فحص كمية كبيرة من النباتات باستمرار لمعرفة قيمتها الدوائية.
يدخل علم العقاقير حاليا بعد اعتماده على طرق كيميائية خاصة تحليلية متطورة ضمن نطاق الكيمياء لكن جذوره موجودة في الصيدلة، ومعظم العلماء الذين يعتبرون أنفسهم مختصين في علم العقاقير يتواجدون في كليات الصيدلة.

## الخلفية الحيوية

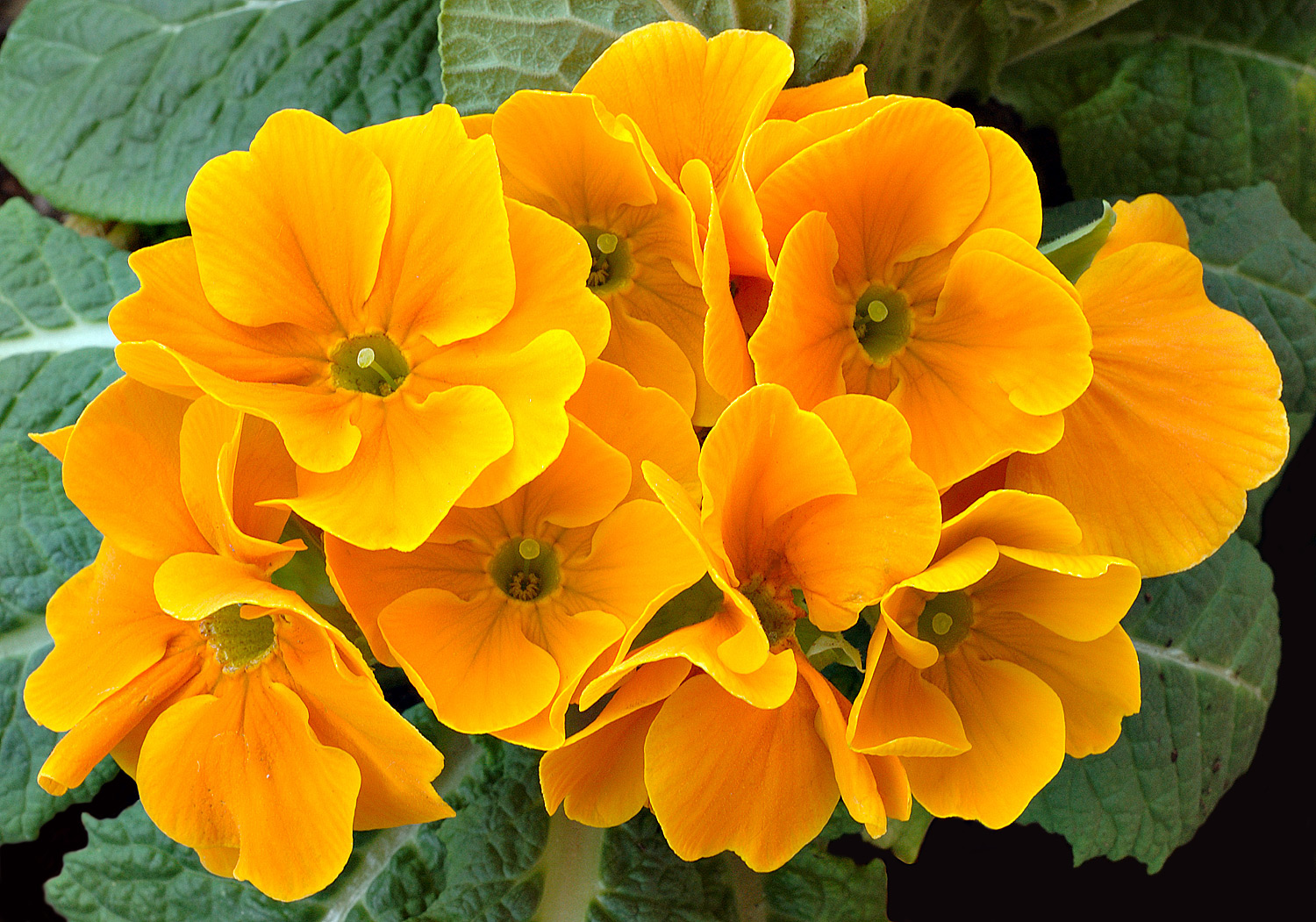
الكاروتينات في زهرة الربيع تنتج ظلال حمراء وصفراء وبرتقاليه فاتحه مشرقه. في المتوسط ،الاشخاص الذين يستهلكون وجبات غنية بالكاروتينات من الأطعمة الطبيعية مثل الفواكه و الخضروات يكونون أكثر صحة ولديهم عدد وفيات أقل من الأمراض المزمنة.

جميع النباتات تنتج مواد كميائيه طبيعه كجزء من نشاطها الحيوي الايضي الطبيعي. وتنقسم هذه الموادالكيميائية النباتية إلى:
1. أيضة أوليةلمركبات الايضية الأساسية مثل السكريات والدهون، والتي توجد في جميع النباتات. و
2. أيضة ثانويةالمركبات الايضيه الثانوية التي توجدفي نطاق أصغرمن النباتات، تخدم وظيفة أكثرتحديدا. على سبيل المثال، بعض المركبات الثانوية هي السموم المستخدمة لردع الافتراس والبعض الآخرالفيرومونات التي تعمل على جذب الحشرات للتلقيح. والأصباغ التي يمكن أن تستعمل للإجراءات العلاجية في البشروالتي يمكن أن تمتكريره لإنتاج عقاقير، على سبيل المثال الحبوب (الأنيولن إينولين)من جذور زهره الاضاليا (أضاليا)، الكينينكينينمن الكيناوالمورفين والكودايين من الخشخاش، والديجوكسينمنالديجيتال قمعية.[1]]

النباتات تقوم بتصنيع أنواع مذهله من المواد الكيميائية النباتية ولكن معظمها هذه المواد مشتق من عدد قليل من العناصرالكيمياء الحيوية:
- شبه قلوي-القلويدات أو أشباه القلويات هي فئة من المركبات الكيميائية التي تحتوي على حلقة النيتروجين. ويتم إنتاج القلويات من قبل مجموعة كبيرة ومتنوعة من الكائنات الحية، بمافي ذلك البكتيرياوالفطريات والنباتات والحيوانات، والتي هي جزءمن مجموعة من المنتجات الطبيعية (وتسمى أيضا المركبات الثانوية secondary metabolites). العديدمن القلويات يمكن تنقيته من المستخلصات الخام عن طريق الاستخلاص الحمضي القاعدي. العديدمن قلويات سامة للكائنات الحية الأخرى. القلويات بالعادة تمتلك تأثيرات دوائية اذتستخدم كأدوية وعقاقيرالمنشطة، أوفيالطقوسentheogenic. ومن الأمثلة على ذلك المخدرالموضعي والكوكايين المنشط. و السيلوسين المخدر. الكافيين منبه. النيكوتين. المورفين المسكن. وبربارين المضادللجراثيم. وفينكريستين المركب المضادلسرطان. وريزيربين المضاد لارتفاع الضغط. الجلوتماين المشابه في عمله للاستيل كولين. والأتروبينوكيل إزالة التشنج. وفينكامين الموسع للاوعيه. مركب الكينيدين لمكافحة اضطراب النظم. لمكافحة الربوالايفيدرين العلاجي؛ والكينينالأدوية المضادة للملاريا. على الرغم من أن القلويات تعمل على مجموعة متنوعة من أنظمة التمثيل الغذائي لدى البشروالحيوانات الأخرى، لكنهاتقريباموحدة الطعم المر.
- البوليفينولمتعدد الفينول (المعروف أيضا باسم الفينولات) هي مركبات التي تحتوي على حلقات الفينول.مثل الانثوسيانين التي تعطي العنب لونها بنفسجي، الايسوفلافون، فيتويستروغنز من فول الصويا والعفص عفص (مادة) التي تعطي الشاي خاصيه قبض الأوعية.
- جليكوسيداتغليكوزيد عباره عن جزيئات يوجد فيه السكر مرتبط إلى جزء غير الكربوهيدراتي، هي عادة جزيء عضوي صغير. جليكوسيدات تلعب العديد من الأدوار الهامة في الكائنات الحية. العديد من النباتات تخزين المواد الكيميائية عل شكل جليكوسيدات غير فعاله. ويمكن تفعيلها من خلال التحلل الانزيمي الذي يسبب بتكسير جزيء السكر منه، مما يجعل هذه المادة الكيميائية متوفرة للاستخدام. وتستخدم العديد من هذه الجليكوسيدات النباتيه كأدوية. في الحيوانات والبشر، بالعادة ترتبط السموم بدلا من جزيئات السكر كجزء من عمليه إزالتها من الجسم. ومن الأمثلة على ذلك سيانوجلايكوسايدcyanoglycosides في حفر الكرز التي تطلق السموم فقط عندما تعض من قبل أكلة الأعشاب.
- تربين هي فئة كبيرة ومتنوعة من المركبات العضوية، التي تنتجها مجموعة متنوعة من النباتات، خاصة الصنوبريات، والتي هي في كثير من الأحيان تتميز بالرائحة القوية، وبالتالي قد تكون لها وظيفة وقائية. وهي المكونات الرئيسية راتنجresin، وزيت التربنتين المنتجة من الراتنج. (اسم «تربين» مشتق من كلمة «التربنتين»). تربين هي الكتلة الرئيسية لبناء السكروز تقريبا داخل كل كائن حي. المنشطات على سبيل المثال، مشتقه من السكوالين تريتيربيني. عندما يتم تعديل التربينات كيميائيا، مثل الأكسدة أو إعادة ترتيب الهيكل الكربوني يشار إلى المركبات الناتجة عادة إلى تيربينويدسterpenoids. تربين وتيربينويدس هي المكونات الأساسية للزيوت الموجوده في أنواع كثيرة من النباتات والزهور. وتستخدم الزيوت الأساسية على نطاق واسع كمواد مضافه لتحسين النكهة الطبيعية للأغذية، وكعطور في صناعة العطور، وفي مجال الأدوية التقليدية والبديلة كالعطارة. الاختلافات والتنوع فيالتركيب والاشتقاق لكل منالتربين الطبيعية وتيربينويدس عملت على توسيع تنوع المعطرات والمنكهات aromas المستخدمة في صناعة العطور والمنكهات في الصناعات الغذائية أيضا على نحو كبير. فيتامين (أ) هو مثال على التربين. رائحة الورد والخزامى هي بسبب وجود مركب احاديه التربينس. الكاروتينات تنتج الأحمر، الأصفر والبرتقالي لكل من اليقطين والذرة والطماطم (البندورة).

مجموعة من باحثين الجزيئية النباتية في جامعة ولاية واشنطن، ومركز دونالد دانفورث علوم النبات، والمركز الوطني للموارد الجينوم، وجامعة إلينوي في شيكاغو. برعاية المعاهد الوطنية للصحة بدأ بدراسه إلى أكثر من ثلاثين نوعا من النباتات الطبية أواخر عام 2009. العمل الأولي، لوضع إشارة تسلسل لكلTranscriptome ، مما أدى إلى تطوير قاعدة البيانات الطبية النباتيه للTranscriptomics

## قضايا في العلاج بالنباتات

### مشــاكل التداوي بالأعشاب
الجزء من علم العقاقير الذي يركز على استخدام العقاقير الخام أو العقار الشبه نقي ومنشأها من الطبيعة يسمي العلاج بالنباتات أو التداوي بالأعشاب ويعتبر أشهرها وأكثرها جدلا في مجال العقاقير. على الرغم من أن التداوي بالأعشاب تعتبر في بعض الأحيان من الطب البديل، وعندما تجرى بطريقة مهمة، يمكن اعتبارها الدراسة العلمية عن آثار ومضاعفات والاستخدام السريري للأدوية العشبية.

### المكونات والتآزر الدوائي
واحدة من ميزات مواد العقار الخام هو أن المكونات قد يكون لها اثر عكسي أو معتدل أو تعزيزي. بالتالي، فإن الأثر النهائي لأية مواد عقار الخام تكون نتاج التفاعل بين المواد المكونة وتأثير كل مكون من تلقاء نفسه ولدراسة فعالية الوجود وتأثير هذه التداخلات والتفاعلات يجب على الدراسات العلمية أن تختبر تأثير هذه المكونات المتعددة في وقت واحد وعلى نفس طريقة وفي نفس الظروف. كما يؤكد العشابون أن تأثير النبات يعتمد على تضافر الجهود لأنشطتها والنباتات ذات المستويات العالية من المكونات الفعالة مثلginsenosides(الموجدودة في نباتالجنسنج)وhypericinقد لا تتطابق مع قوة الأعشاب في أشكالها الصيدلية أو الأدوية العشبية لا يمكن قياس الآثار العلاجية للنبات ما لم يتم تحديد العنصر الفعال أو المواد المساعدة أو استخدام النبات بشكل كامل. واحدة من طرق تحديد قوة النبات هي من خلال استخلاص مركب واحد أو عدة مركبات يعتقد أنها أساس الفعالية البيولوجية. ومع ذلك يعتقد كثير من العشابين أن العنصر الفعال في النبات هو النبات نفسه.

### الأعشاب والتداخلات الدوائية
أشارت دراسة التداخلات العشبية الدوائية أن أغلب التدخلات الدوائية العشبية تحدث في أربع مجموعات أساسية من الأدوية وهي موانع التجلط ومثبطات الأنزيم البروتيني وجليكوسيدات القلبية والسيكلوسبورين المثبط للمناعة.

### كيمياء المنتجات الطبيعيه

الديجوكسين هو غليكوزيدات القلب المنقى الذي يستخرج من نبات قفاز الثعلب ، الديجيتال الصوفي. يستخدم الديجوكسين على نطاق واسع في علاج أمراض القلب المختلفة، وهي الرجفان الأذيني، الرفرفة الأذينية وأحيانا فشل القلب الذي لا يمكن أن يسيطر عليها الأدوية الأخرى.

معظم المركبات النشطة بيولوجي امن أصل طبيعي هي المركبات الثانوية، أي أنواع محددة الموادالكيميائية التي يمكن تصنيفها في فئات مختلفة. البروتوكول النموذجي لعزل ماده كيميائية نقية من أصل طبيعي هي مقايسة بيولوجية موجهة مجزئة، وهذا يعني فصل المكونات المستخرجة خطوه بخطوه يقوم على أساس الاختلافات في خصائصها الفيزيائية والكيميائية، وتقييم النشاط البيولوجي، تليها الجولة القادمة من الفصل والمعايرة. عادة، يبدأهذا العمل بعدما تعتبر الصيغة المكونه للدواء المعين الخام (بواسطة مذيبات من الموادالطبيعية المحضرة عادة) «نشطة» في وجه الخصوص في فحص المختبر (in vitro assay).
إذاكانت نهاية الهدف من العمل في متناولاليدهوتحديدأي واحدمن عشرات أومئات من المركبات المسؤولة عن النشاط الملاحظ في المختبر in vitro activity، فإنالطريق إلى هذا الهدف واضح وصريح إلى حدما:
1. يجزئ المستخلصات الخام، مثل بواسطة تقسيم المذيبات solvent partitioning أو التفريق اللوني
2. hromatography اختبارالجزيئات التي تكونت وبذلك بواسطه فحصهافي المختبر
3. (in vitro assay) تكرارالخطوات (1) و (2) حتى تصبح نقية، ويتم الحصول على المركبات النشطة.
4. تحديدالهيكل الكيميائي للمركب النشط وعادة يتم ذلك باستخدام الطرق الطيفيةspectroscopy. النشاط في المختبر لا يترجم ولا يحاكي بالضرورة النشاط في البشرأوالأنظمة الحية الأخرى.

الوسيلة الأكثر شيوعا للتجزئة والتقسيم هي تقسيم المذيبات-المذيبات solvent-solvent partitioning وتقنيات الكروماتوغراف يمثل التفريق اللوني السائل عالي الأداء (HPLC)، الضغط المتوسط اللوني السائل (MPLC)، «فلاش» اللوني، وكروماتوتوغرافي العمود المفتوح، وكروماتوتوغرافي الفراغ السائل (VLC)، كروماتوغرافي الطبقة الرقيقه (TLC)، كلتقنية تكون مناسبه لكمية معينة للمواد البدائيه starting material. تقنية اللوني المعاكس (CCC) مناسبه بشكل خاص لتجزئة الموجهة الأحيائيbioassay-guided fractionation، لأنه بمثابة تقنية فصل لكل السائل، يتم التقليل من القلق حول الفقدان الغير راجع أوالتمسخ والتفكك لمكونات العينة النشطة. بعدعزل المادة النقية، فإن مهمة توضيح بنيتها الكيميائية يمكن معالجتها. لهذا الغرض، أقوى المنهجيات المتاحة هي التحليل الطيفي بالرنين المغناطيسي النووي (NMR) ومطياف الكتلة (MS). وفي حالة جهود اكتشاف الدواء، توضيح شكل الهيكل لكافة المكونات التي تنشط في المختبر هو عادة الهدف النهائي. في حالة بحوث العلاج بالنباتات، قد يستخدم المحقق في المختبر BAGF كأداة لتحديد الاهتمامات الدوائيه أو المكونات المهمة دواء للدواءالخام. 

لايتوقف العمل بعد تحديد الهيكل يفي نشاط المختبر in vitro actives، ولكن. مهمة «تشريح واعادة» العنصر النشط للدواء الخام في وقت واحد، من أجل حقيقة فهم آ لية عمله في العلاج بالنباتات، هذه المهمة شاقة جدا. هذا لأنه ببساطة من الصعب جدا، من حيث التكلفة والوقت والتنظيمية، وحتى وجهات النظر العلمية، دراسة الجزيئات التجريبية للدواء الخام في البشر. في المختبر ولذلك تستخدم فحوصات لتحديد المكونات الكيميائية للدواء الخام بعقلانيه التي من المتوقع أن يكون له اتأثير دوائي معين في البشر، وتوفير أساس منطقي لتوحيد صيغه الادويه الخام لفحصها [بيعها / تسويقه] للبشر.

### فقدان التنوع البيولوجي
فارنسورث على سبيل المثال، وجدت أن 25٪ من كل الوصفات الطبية المصروفة من صيدليات المجتمع في الولايات المتحدة 1959-1980 تتضمن مكونات نشطة مستخرجة من النباتات العليا. في بعض البلدان في آسيا وأفريقيا 80٪ من السكان تعتمد على الطب التقليدي (بما في ذلك الأدوية العشبية) للحصول على الرعاية الصحية الأولية.، ونادرا ما أدمجت مكونات المواد المستخدمة من قبل المعالجين التقليديين في الطب الحديث.وقد ثبت أن الكينين، فيزوستيغمين، مدتوبوكورارين، بيلوكاربين والايفيدرين يوجد لها آثار نشطة  معرفة الممارسات الطبية التقليدية في طريقها إلى الزوال، ولاسيما في منطقة الأمازون، وبسبب موت المعالجين الأصلين، والاستعاضة عنهم بالمزيد من ممارسي الطب الحديث. علماء النبات والعقاقير تتسابق لتعلم هذه الممارسات القديمة، ومثل نباتات الغابات التي يستخدمونها، معرضة للخطر أيضا 
تفسيرالفقدان بعض الأنواع هو خسران موطنها بسبب إدخال الأنواع الغازيه: الانواع التي تزرع في غير موطنها الاصلي. وقد اقترح المداوي بالأعشاب ديفيدونستون حصاد نسبة عالية من الأنواع غير الأصليه التي ينظر إليها على أنها الغازية ([كودزو]، knotweed منتج ياباني، الميموزا، lonicera، وسانت Johnswort وانحلال الأرجواني) لسوق الأدوية العشبية المحلي.
الأنواع مهدده بالانقراض ليس فقط بسبب فقدان المواطن الطبيعيه.ولكن أيضا الإفراط في حصاد المواد الطبية من النباتات والحيوانات تساهم في فقدان الأنواع.ويكون هذا ملحوظ لاسيما في مسألة الطب الصيني التقليدي مع الطلب المتزايد على استخدام العقاقير الخام النباتية والحيوانية المنشأ. الأشخاص الذين لديهم حصة في TCM غالبا ما يعملون على البحث عن بدائل كيميائية وبيولوجية للأنواع المهددة بالانقراض لأنهم يدركون أن النباتات والحيوانات التي تفقد من البرية وتفقد أيضا من الطب إلى الأبد ولكن المواقف الثقافية المختلفة تفسد جهود الحفاظ على البيئة. فكره المحافظة ليست جديدة: المشورة الصينية ضد الاستغلال المفرط للنباتات الطبية الطبيعية تؤرخ من ما لا يقل عن منسيوس وهو فيلسوف قديم. بالاضافه إلى الفلسفاء الذين عاشوا في القرن الرابع قبل الميلاد 

وقد تعرض التعاون بين الحفاظ على البيئة الغربية والممارسين للهجوم من قبل الصعوبات الثقافية. الغربيون قاموا بالتأكيد على الحاجة الملحة لمسائل الحفظ، بينما كانت ترغب الصينية للمنتجات المستخدمة في الطب الصيني التقليدي أن تبقى متاحة للجمهور. واحده من الافكار الخاطئة المتكررة هو أن قرن وحيد القرن يستخدم كمنشط جنسي في الطب الصيني التقليدي. هو في الواقع، وصفه للحمى والتشنجات تستعمل من قبل ممارسي الطب الصيني التقليدي. لاتوجد دراسات تجري مراجعتها تبين أن هذا العلاج فعال. وفي 1995 ممثلي طوائف الطب الشرقي في آسيا التقوا مع محافظي البيئة في ندوة نظمتها حركة المرور في هونغكونغ. المجموعتين أنشأت استعداد واضح للتعاون من خلال الحوار والتفاهم المتبادل. وقد أدى ذلك إلى العديد من الاجتماعات، بما في ذلك الندوة الدولية الأولى عام 1997 بشأن الأنواع المهددة بالانقراض المستخدمة في شرق آسيا حيث الطب التقليدي بينما الصين كانت من بين 136 دولة توقيع على قرار رسمي ينصب الاعتراف على أن الاستخدام غير المقيد من الأنواع البرية في الطب التقليدي يهدد بقاء واستمرار هذه الممارسات الطبية. القرار وضعته اتفاقية الأمم المتحدة بشأن التجارة الدولية في الأنواع المهددة بالانقراض (CITES)، يهدف إلى الشروع في شراكات جديدة في المحافظة.